# Doner kebab

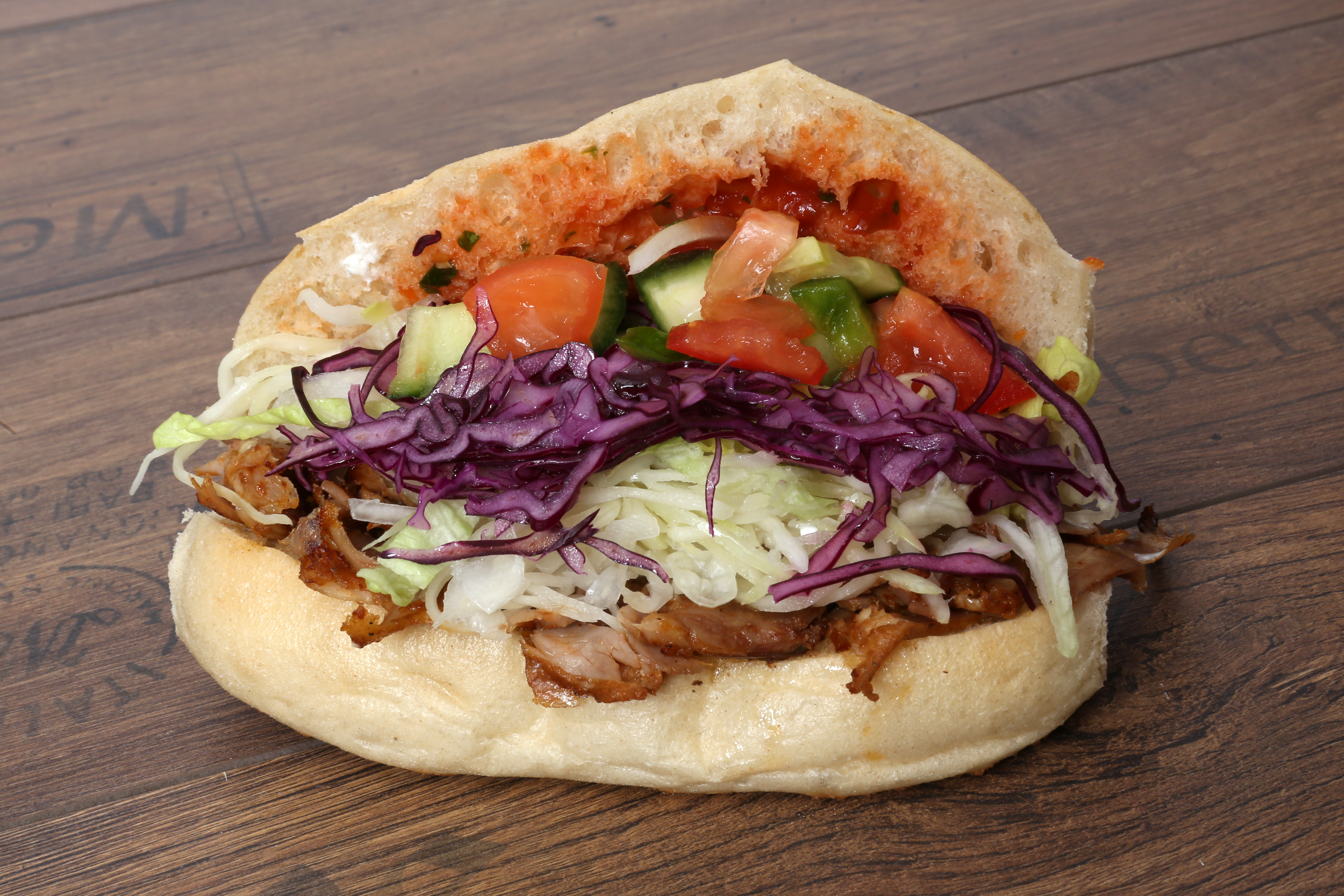
Một ổ bánh mỳ Thổ Nhĩ Kỳ (bánh mì tam giác)

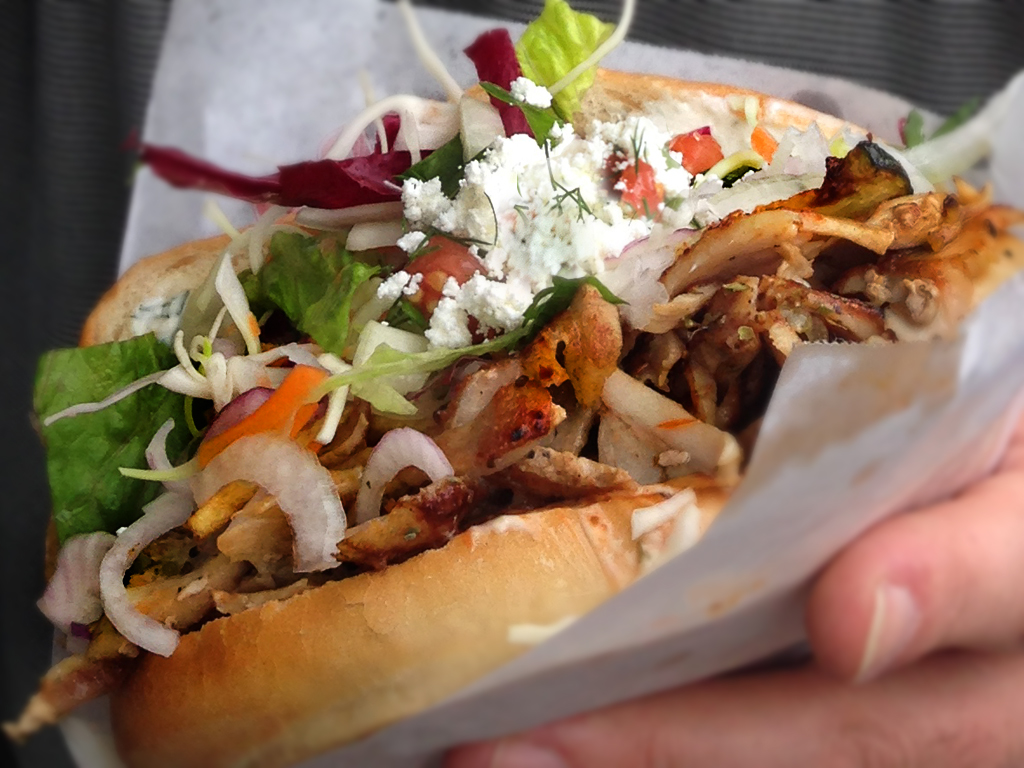
Bánh mì tam giác

Doner kebab (tiếng Thổ Nhĩ Kỳ: döner hay döner kebap) hay còn gọi là bánh mỳ Thổ Nhĩ Kỳ hay bánh mì tam giác là một thể loại bánh mỳ có nguồn gốc từ Thổ Nhĩ Kỳ. Món ăn này thịnh hành tại Đức rồi lan rộng ra các châu lục khác và có mặt tại Việt Nam và được nhiều người Việt ưa chuộng. Đây là một loại bánh mì mềm, thông thường kẹp thịt cừu nướng, hay là một hỗn hợp của thịt bê hoặc thịt bò, hoặc đôi khi thịt gà, với vài loại rau, hành tây và sốt. Món này tương tự với "Shawarma" của các nước Ả Rập hoặc "Gyros" của Hy Lạp.

## Đặc điểm
Bánh mỳ Thổ Nhĩ Kỳ không có hình dáng giống như ổ bánh mì kẹp của Việt Nam, không phải dài như bánh mì que của Pháp, không phải 2 miếng bánh rời rạc kẹp thịt như sandwich, và cũng không tròn như Hamburger mà cấu trúc của nó là 1/5 của chiếc bánh tròn lớn phía ngoài được phủ lớp mè mỏng, khi ăn cho bánh vào máy ép nóng thơm mùi mè nướng, mùi bơ rồi mới cho nhân thịt, salad và nước xốt. Thịt (bò, hay là gà, cừu, và người Hồi giáo không ăn thịt heo), được kết hợp theo một tỷ lệ riêng biệt (tỷ lệ giữa các loại thịt với nhau) một công thức riêng biệt được cho là bí quyết của mỗi nhà hàng, không chỉ riêng thịt gà. 
Ngoài ra, điểm đặc biệt của loại bánh mỳ này là nguyên liệu của nó là thịt gà được xiên khối quay trên máy nướng, chỉ khi nào khách đến mua nhân viên mới cắt thịt nhồi vào bánh. Thịt được cắt bằng con dao dài, từng lát thịt cực mỏng đều. Bánh mỳ này có nhiều nhân kẹp bên trong đặc biệt là rất nhiều rau, dưa được cho vào ổ bánh mì, như hành tây, dưa leo, cà chua… Nước sốt cũng có nhiều loại cho khách hàng lựa chọn. Loại bánh mỳ này cũng khá phổ biến ở Việt Nam nhưng với biến tấu khác nhau, nhưng chủ yếu là ở Việt Nam dùng thịt lợn thay cho thịt bò, thịt gà, và thịt cừu một phần cũng vì lợi nhuận phần thứ hai cũng từ túi tiền của người dân, giá cả cũng khá bình dân thường được các bạn trẻ ưa chuộng. Loại bánh này cũng tương quan giống với Hamburger mặc dù món ăn này xuất xứ từ thành phố Hamburg, Đức nhưng cũng khó để nói rằng là hai món ăn này giống nhau mặc dù chúng có khá nhiều điểm tương đồng.

## Từ nguyên
Trong tên tiếng Anh của cụm từ "Doner kebab", từ Doner được mượn từ tiếng Thổ Nhĩ Kỳ döner kebap, với chữ cái tiếng Thổ Nhĩ Kỳ ö thường được viết là "o", mặc dù "döner kebab" là một cách viết thay thế trong tiếng Anh. Từ "Kebab" được sử dụng trong tiếng Anh từ tiếng Ả Rập: كَبَاب (kabāb), một phần thông qua tiếng Urdu, tiếng Ba Tư và tiếng Thổ Nhĩ Kỳ có thể đề cập đến một số món Kebab khác nhau được làm bằng thịt nướng hoặc nướng. Trong khi kebab đã được sử dụng trong tiếng Anh từ cuối thế kỷ 17, doner/döner kebab chỉ được biết đến từ giữa ngày 20 trở đi. Từ tiếng Thổ Nhĩ Kỳ döner xuất phát từ dönmek ("quay đều" hoặc "xoay"). Trong tiếng Đức, nó được đánh vần là Döner Kebab, cũng có thể được đánh vần là Doener Kebab nếu ký tự ö không có sẵn; bánh sandwich thường được gọi là ein Döner. Riêng trong tiếng Anh của người Anh, một bánh sandwich kebab döner có thể được gọi đơn giản là "một kebab". Một biến thể của Canada gọi là "donair". Trong tiếng Hy Lạp, ban đầu nó được gọi là Döner nhưng sau đó được gọi là bánh mì con quay, từ ς ς  một tên tiếng Thổ Nhĩ Kỳ. Tên tiếng Ả Rập là اورما (Shāwarmā) bắt nguồn từ một từ tiếng Thổ Nhĩ Kỳ khác là Cevirme. Người Ba Tư gọi nó là "Kebab torki.

## Vấn đề sức khỏe
Những lo ngại về sức khỏe liên quan đến döner kebab, bao gồm cả việc vệ sinh liên quan đến việc bảo quản qua đêm và hâm nóng lại thịt nấu chín một phần, chất lượng của nó, cũng như mức độ muối, chất béo và calo cao, đã được khuyến cáo trên phương tiện truyền thông. Một số điều tra đã tìm thấy các thành phần chất lượng kém trong thịt döner kebab, hoặc các loại thịt khác với những gì được quảng cáo. Các quy định an toàn thực phẩm ở hầu hết các quốc gia đều đề cập đến sự nguy hiểm của vi khuẩn trong thịt chưa nấu chín các loại, được bán cho công chúng. Một số có hướng dẫn cụ thể để xử lý và chuẩn bị kebab döner. Sau nhiều vụ ngộ độc thực phẩm E.coli, chính phủ Canada năm 2008 đã đưa ra một số khuyến nghị, bao gồm thịt nên được nấu lại lần thứ hai, sau khi được cắt ra từ lò quay. Ở Đức, bất kỳ thịt kebab döner nào được đặt trên lò quay phải được bán cùng ngày. Nó là vi phạm các quy định y tế để đóng băng thịt nấu chín một phần để bán vào một ngày sau đó.